# اف‌ال استودیو
اِف‌اِل استودیو (به انگلیسی: Fl Studio) یک نرم‌افزار کاربردی از شاخه محیط کار صوتی دیجیتال که توسط شرکت بین‌المللی بلژیکی Imageline از سال ۱۹۹۸ پا به عرصه وجود نهاده و از آن زمان تا کنون بدون هیچ وقفه‌ای، یاری‌گر دوست‌داران موسیقی بوده‌است. این استودیوی موسیقی به جهت ویژگی‌های خود و در بسیاری از موارد، با ویژگی‌های نوآورانه خود، در لیست استودیوهای حرفه‌ای موسیقی قرار می‌گیرد. (از جمله استودیوهای دیگر: Cakewalk Sonar , Steinberg Cubase , Nuendo , Ableton , Reason,MAGIX,Mixcraft).
تا به اکنون (سال ۲۰۲۰ میلادی) ۲۰ ویرایش متفاوت به‌طور اصلی (به علاوه چندین ویرایش متفاوت به عنوان به روز رسانی، و در پاره‌ای موارد، دارای تغییرات نسبتاً اساسی) از این استودیوی حرفه‌ای برای ویندوز و لینوکس و دو ویرایش متفاوت برای iOS و یک ویرایش برای اندروید به بازار آمده‌است و آخرین ویرایش آن (برای ویندوز)Fl Studio 24 می‌باشد.
Fl Studio در طی سالیان دراز همچنین موفق به دریافت جایزه‌های معتبر گردیده و از آن به عنوان برترین‌های صنعت موسیقی یاد می‌گردد. همچنین، اف‌ال بوسیلهٔ نظر سنجی که توسط سایت «موزیک رادار» در سال ۲۰۱۱ انجام شد، عنوان بهترین نرم‌افزار موسیقی را بدست آورد.

## نسخه‌های مختلف
از ویژگی‌های خاص اف. ال، داشتن ویرایش‌های مختلف است. بدین صورت که در هر عرضه، این نرم‌افزار به صورت Demo Version و رایگان در اختیار کاربران جهانی قرار می‌گیرد، اما باید بدانید که در ویرایش دموی آن، بسیاری از قابلیت‌ها غیرفعال هستند. این قابلیت‌ها همچنان بسته به پول پرداختی می‌باشد که برای هر ویرایش آن در نظر گرفته می‌شود و آنچنان که گفته شد، هر ویرایش، ویژگی‌های خاصی را فعال می‌کند. جدیدترین ورژن آن 24 Fl Studio می‌باشد که نسبت به نسخه های قبلی تغییرات چشمگیری داشته است.از جمله آن میتوان به تغییر رنگ و تم محیط کاربری به دلخواه کاربر و اضافه شدن چند پلاگین جدید اشاره کرد.

## DeckaDance
یکی از نرم‌افزارهای بسیار کاربردی که توسط این شرکت تولید می‌شود، پلاگین دکا دنس می‌باشد، که به عنوان یک نرم‌افزار حرفه‌ای برای دی‌جی کردن مورد استفاده قرار می‌گیرد. یکی از نکات بارز این نرم‌افزار، استفادهٔ زنده از تمامی سازهای موجود در نرم‌افزار اف‌ال استودیو می‌باشد.